# Campo (Espot)
Campo és una serra situada al municipi d'Espot a la comarca del Pallars Sobirà, amb una elevació màxima de 2.015 metres.